# Protohamitermitinae
Protohamitermitinae (лат.) — подсемейство термитов из семейства Termitidae. Включает 2 рода.

## Описание
Мелкие термиты. У имаго и рабочих правая мандибула с хорошо развитым вспомогательным зубцом в основании первого и второго краевых зубцов (RMt1 и RMt2), с передним краем угловатым и задним — изогнутым. Кишечник рабочих с двумя парами мальпигиевых канальцев, соединённых со смешанным сегментом двумя узлами, по одному на каждую пару; с длинным, трубчатым илеумом (P1), образующим петлю вентрально под прямой кишкой (P5) (как у Cylindrotermitinae и части Apicotermitinae).
Солдаты отсутствуют. Питаются древесиной.

## Распространение
Встречаются в тропиках Юго-Восточной Азии.

## Систематика
Подсемейство было впервые выделено в 2024 году. Группу рассматривали в составе подсемейства Termitinae в родовой группе Amitermes. В 2024 году в ходе реклассификации современных групп термитов таксон был выделен в отдельное подсемейство Protohamitermitinae в составе 2 родов.
Protohamitermitinae можно отличить от Amitermitinae по наличию длинного трубчатого илеума P1, который петляет вентрально под прямой кишкой P5 (вентральная петля отсутствует у Amitermitinae), и по наличию вспомогательного зубца на правой мандибуле имаго и рабочих (отсутствует у Amitermitinae). Подсемейство отличается от Cylindrotermitinae наличием вспомогательного зубца и отсутствием солдат.
- Orientotermes Ahmad, 1976[4]
  - Orientotermes emersoni Ahmad, 1976 — Бруней-Даруссалам; Малайзия (Саравак: Sabal Tapang)[5][6]
- Protohamitermes Holmgren, 1912[1].
  - Protohamitermes globiceps Holmgren, 1912 — Бруней-Даруссалам; Индонезия; Малайзия (Саравак)